# 宋侃夫
宋侃夫（1909年—1991年），原名民奎，又名坎福，别号惠群，男，江西萍乡人，中华人民共和国政治人物。

## 生平
早年考入浙江公立工业专门学校，后参加学生运动。担任中共浙江省委杭州支部工作指导委员会书记，后被捕解至浙江陆军监狱、浙江省反省院普通院。1931年，出狱后抵达上海，在中央特科学习无线电，后抵达鄂豫皖苏区，担任军委参谋部处长，次年创建电台。1932年，担任红四方面军总指挥部电台台长，次年改红四方面军总部电务处处长兼第三电台台长，随后参加长征。1935年，担任红军总司令部参谋部三局局长。1936年，随同西路军西征征宁夏，任西路军三局局长，后随部经星星峡撤退迪化。1938年返回延安，后任陕北公学组织科科长、政治处主任，延安大学秘书长。
第二次国共内战期间，担任晋冀鲁豫野战军第十二纵队政治部主任，随部改编为江汉军区任政治部副主任。
中华人民共和国成立后，担任中共湖北省沙市市委书记:9、武汉市市长。1963年，任中共中央中南局委员。1978年，升任中华全国总工会副主席。